# Engenho de Baixo

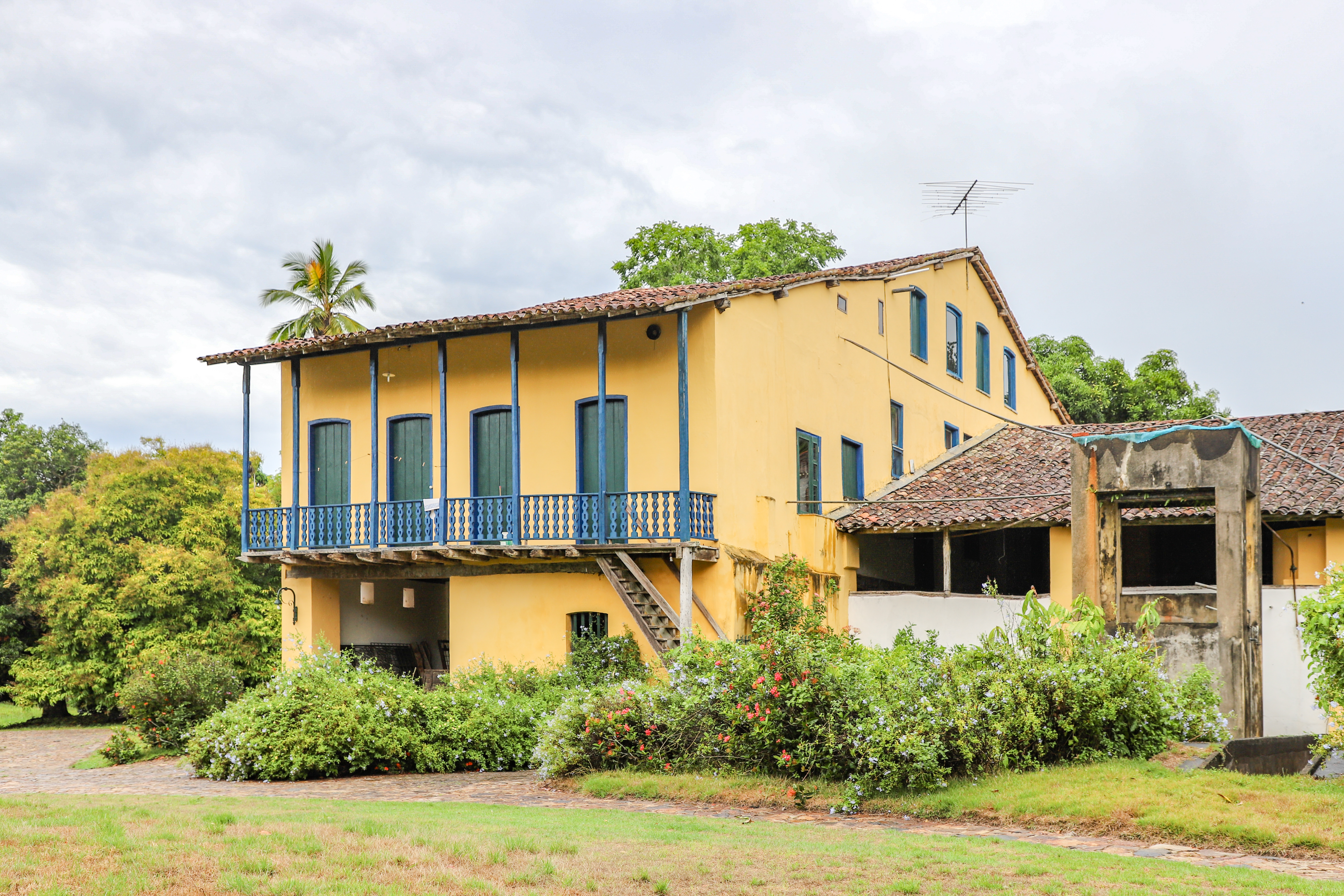
Engenho de Baixo

O Engenho de Baixo localiza-se no município de Aratuípe, no estado da Bahia. Estima-se que foi erguida no início do século XIX pelas suas características arquitetônicas. Tombada pelo IPAC (Instituto do Patrimônio Artístico e Cultural) em 2002.

## História
O Engenho de Baixo não possui informação exata de sua fundação, porém pelas características arquitetônicas que possui, acredita-se que tenha sido construída no início do século XIX. O acesso ao engenho é feito pela Ponte Romana, construída no século XIX.
Das informações mais antigas referentes aos seus donos, sabe-se que pertencia ao casal Maurício de Souza Freire e Leocádia de Souza Freire e a propriedade teria ficado com a Família Freire e seus descendentes por mais de cento e cinquenta anos. Em 1933, após o falecimento do casal, as terras e o Engenho foram inventariados e transferidos para seus herdeiros.
Em 1936, seus herdeiros venderam a propriedade para Clementino Santos que provavelmente foi transferida para seus herdeiros até 1982, quando José Raimundo de Souza a adquire de Maria José Fernandes dos Santos.

## Arquitetura

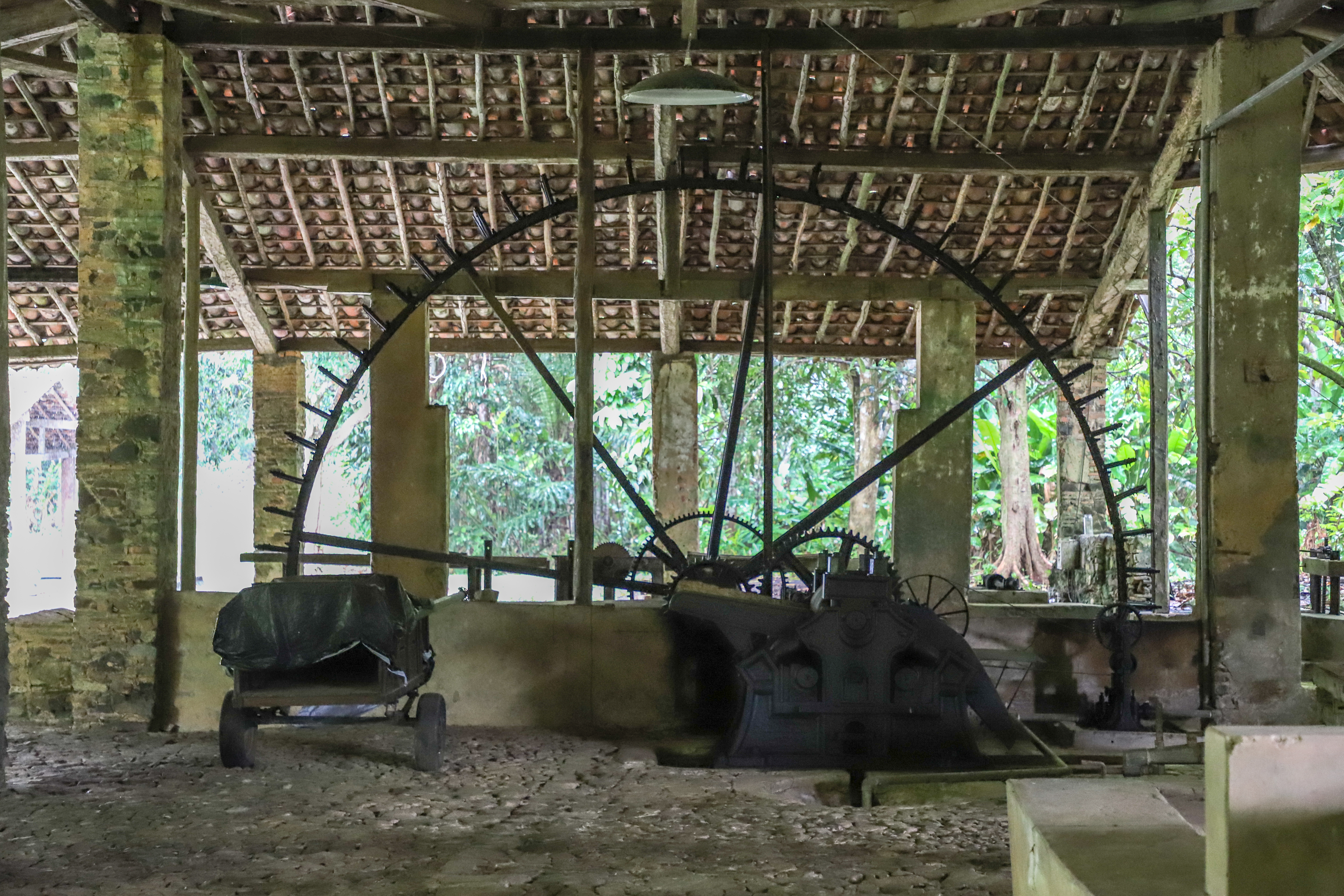
Engenho de Baixo - Roda d'Água

Em 2015, o conjunto arquitetônico era um exemplar de engenho completo, com casa grande e casa de fábrica, edificações de apoio próximas a ela, como um engenho de dendê, casas de produção de azeite de dendê, remanescentes das senzalas, açude, pomar, casas de banho, uma casa de farinha e uma pequena represa.
A casa sede/casa grande é acoplada a casa fábrica e está envolta por um grande gramado além de ser cortada por um rio. É uma construção assobradada, com porão.  As casas de farinha, moenda e dendê funcionam através de suas rodas d'águas movidas pela água represada do rio. As senzalas localizam-se ao fundo da casa de moendas, são cobertas por telhados de duas águas, com janela e  porta na fachada frontal e uma porta aos fundos.
Possui também uma capela construída de alvenaria de adobe.